# Tinje
Tinje je naseljeno mjesto u općini Konjic, Federacija Bosne i Hercegovine, BiH.
Selo se nalazi jugoistočno od Konjica, na planini Visočici.

## Stanovništvo

### 1991.
Nacionalni sastav stanovništva 1991. godine, bio je sljedeći:
ukupno: 75
- Muslimani – 71
- Srbi – 4

### 2013.
Nacionalni sastav stanovništva 2013. godine, bio je sljedeći:
ukupno: 33
- Bošnjaci – 33

## Vanjske poveznice
- Satelitska snimka  Arhivirana inačica izvorne stranice od 9. ožujka 2021. (Wayback Machine)